# DB Regio Mitte
DB Regio Mitte ist ein Geschäftsbereich der DB Regio AG und für den Schienenpersonennahverkehr der Deutschen Bahn in Rheinland-Pfalz, in Hessen, in Teilen Baden-Württembergs und im Saarland (teilweise auch für den Grenzverkehr nach Frankreich) zuständig.
Sie entstand in ihrer heutigen Form aus der Zusammenlegung von DB Regio Südwest und DB Regio Hessen im Jahr 2017.

## Organisation
DB Regio Mitte ist in den Gebieten Hessen, Rheinland-Pfalz, Saarland sowie in der Rhein-Neckar-Region und im nördlichen Baden-Württemberg unterwegs.
Der Sitz der Regionalleitung befindet sich in Mannheim. Vorsitzende der Regionalleitung ist aktuell Silke Janser. Der Geschäftsbereich beschäftigte im Jahr 2024 rund 3.700 Mitarbeiter.

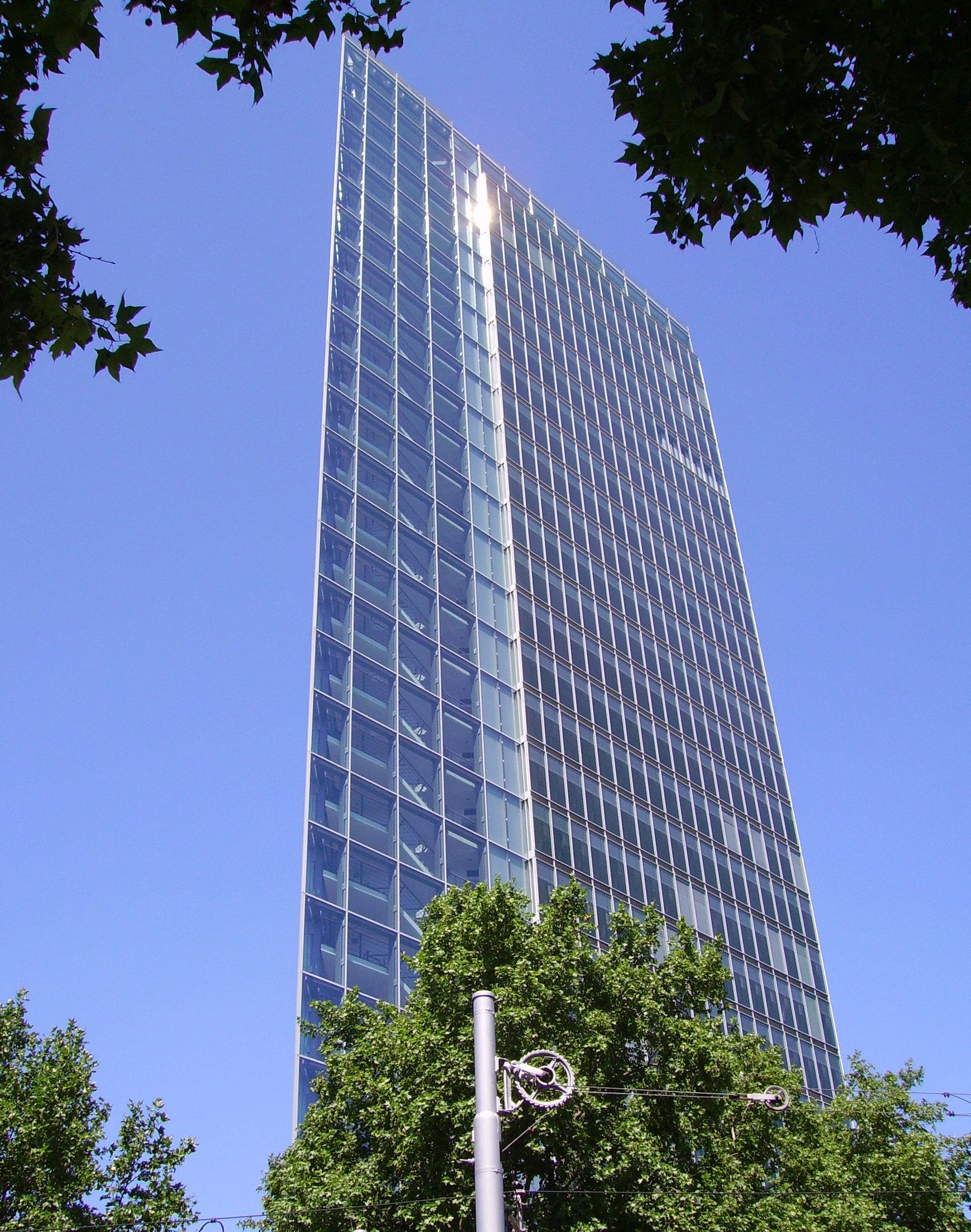
Victoria-Turm in Mannheim – Sitz der Regionalleitung von DB Regio Mitte

### Leitstellen
Die Leitstellen von DB Regio Mitte befinden sich in:
- Frankfurt am Main
- Trier
- Ludwigshafen (inkl. S-Bahn Rhein-Neckar)
- Kaiserslautern

### Werkstätten
Werkstätten befinden sich in:
- Trier (seit 2019 werden hier auch Züge der vlexx GmbH gewartet)
- Kaiserslautern (seit 2019 werden hier Züge der Baureihe 642 der Firma Vlexx GmbH gewartet)
- Ludwigshafen
- Karlsruhe
- Kassel
- Limburg
- Frankfurt am Main
- Kassel

## Betrieb

### Allgemein
Im Jahr 2017 beförderte DB Regio Mitte in ihrem Streckennetz mit einer Länge von 4.500 Kilometern Länge ca. 180 Millionen Reisende. Die Verkehrsleistung beträgt etwa 55 Mio. Zugkilometer pro Jahr.

### Regionalverkehr
DB Regio Mitte betreibt unter anderem die Linien des SÜWEX, der Moseltalbahn und der Lahn-Eifel-Bahn.

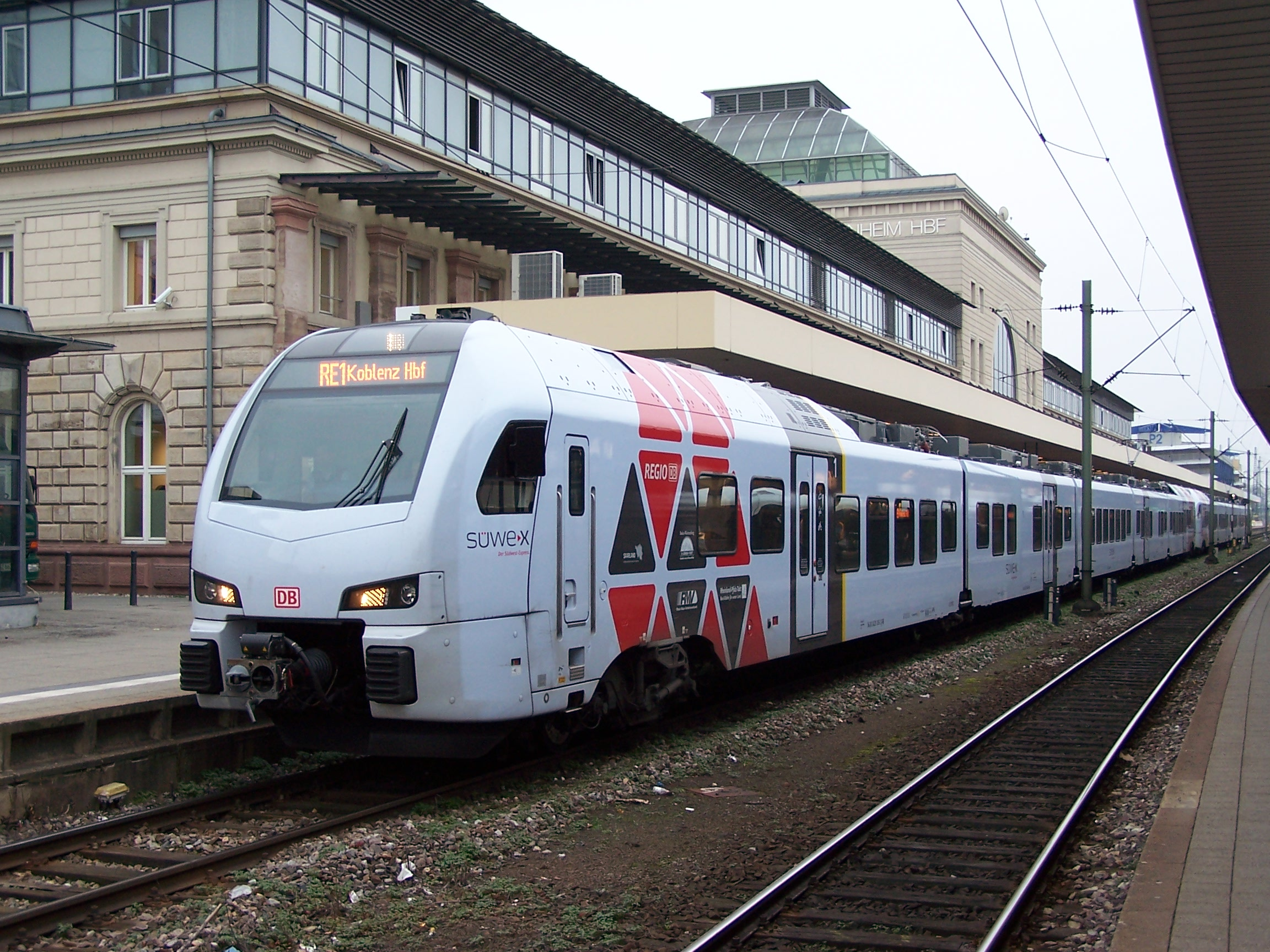
Süwex-Flirt 3 in Mannheim Hbf

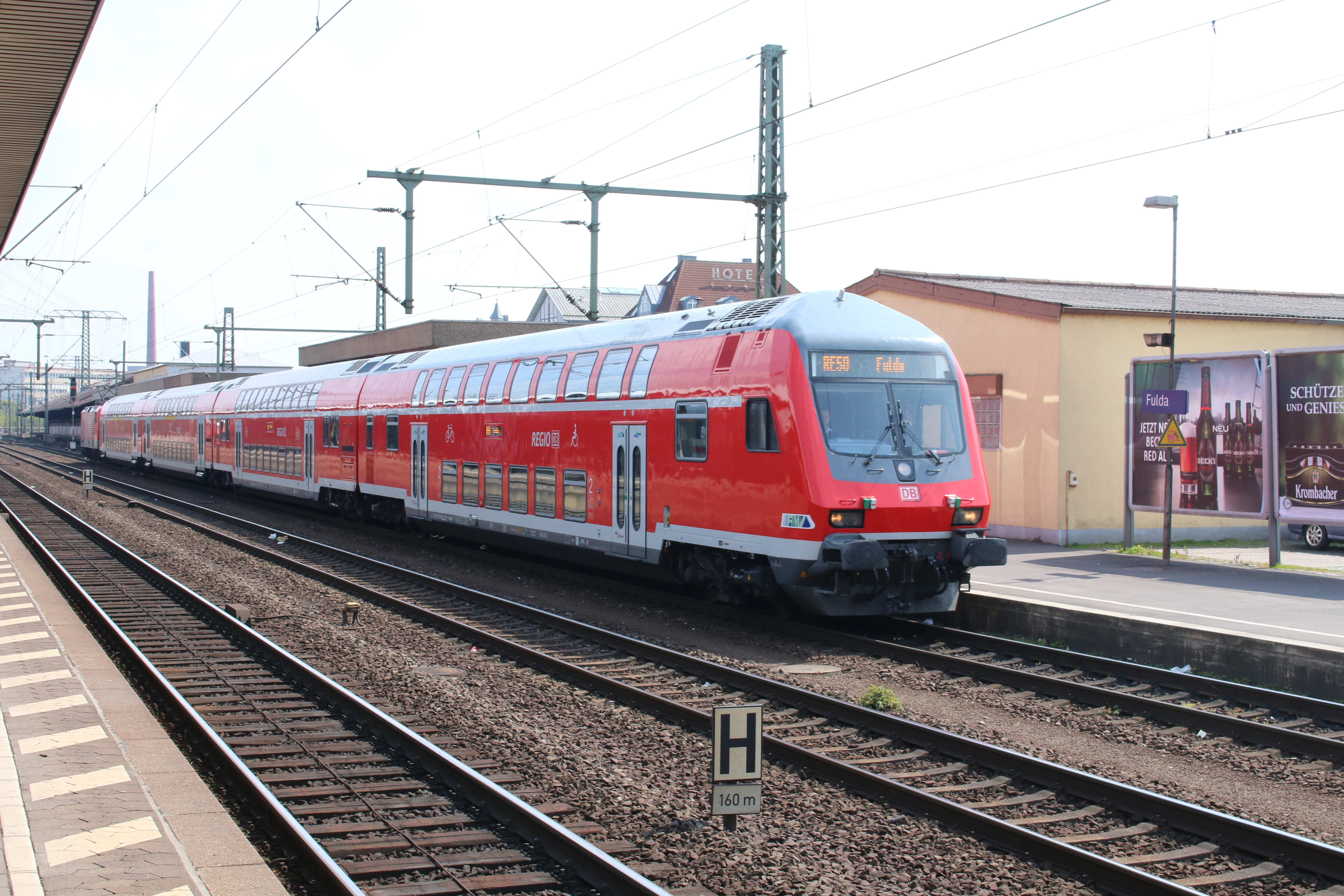
RE 50 aus Frankfurt Hbf in Fulda

#### Linien im Überblick
| Linie | Zuglauf |
| ----- | --- |
| RE 1  | Koblenz – Bullay – Trier – Saarlouis – Saarbrücken – Kaiserslautern – Neustadt – Mannheim Hbf**                                                                                            |
| RE 2  | Koblenz Hbf – Boppard – Bingen – Ingelheim – Mainz – Rüsselsheim – Frankfurt Flughafen Regionalbahnhof – Frankfurt(Main) Hbf                                                               |
| RE 4  | Frankfurt(Main) Hbf – Mainz – Worms – Ludwigshafen – Schifferstadt – Germersheim – Graben‑Neudorf – Karlsruhe Hbf                                                                          |
| RE 5  | Heidelberg Hbf – Neckargemünd – Meckesheim – Sinsheim – Bad Rappenau |
| RE 6  | Kaiserslautern Hbf – Neustadt – Edenkoben – Landau – Kandel – Wörth – Karlsruhe Hbf |
| RE 9  | Mannheim Hbf – Schwetzingen – Hockenheim – Waghäusel – Graben-Neudorf – Karlsruhe Hbf |
| RE 11 | Koblenz – Bullay – Trier – Wasserbillig – Luxemburg* ** |
| RE 14 | Frankfurt(Main) Hbf – Mainz – Worms – Frankenthal – Ludwigshafen – Mannheim Hbf |
| RE 20 | Limburg(Lahn) – Bad Camberg – Niedernhausen – Hofheim – Frankfurt(Main) Hbf |
| RB 22 | Limburg(Lahn) – Bad Camberg – Niedernhausen – Hofheim – Frankfurt(Main) Hbf |
| RB 23 | Limburg(Lahn) – Nassau – Bad Ems – Koblenz – Andernach – Mendig – Mayen Ost |
| RE 25 | Gießen – Wetzlar – Limburg – Diez – Nassau – Bad Ems – Koblenz Hbf |
| RE 30 | Kassel Hbf – Wabern – Treysa – Marburg – Gießen – Friedberg – Frankfurt(Main) Hbf |
| RB 34 | Glauburg-Stockheim – Altenstadt – Nidderau – Niederdorfelden – Bad Vilbel – Frankfurt(Main) Hbf                                                                                            |
| RB 35 | Bingen(Rhein) Stadt – Sprendlingen – Alzey – Monsheim – Worms Hbf |
| RB 38 | Andernach – Mendig – Mayen – Kaisersesch |
| RE 40 | (Mannheim – Heidelberg – Bruchsal –) Karlsruhe Hbf – Rastatt – Gaggenau – Gernsbach – Forbach (Schwarzwald) – Baiersbronn – Freudenstadt Hbf (– Schopfloch – Eutingen im Gäu – Herrenberg) |
| RB 41 | Karlsruhe Hbf – Rastatt – Forbach |
| RB 44 | Karlsruhe Hbf – Rastatt – Achern |
| RB 45 | Monsheim – Grünstadt – Freinsheim – Bad Dürkheim – Neustadt(Weinstr) Hbf |
| RE 45 | Karlsruhe Hbf – Bretten – Eppingen – Schwaigern – Heilbronn Hbf |
| RB 46 | Eiswoog – Eisenberg – Grünstadt – Freinsheim – Frankenthal Hbf |
| RB 48 | Frankfurt(Main) Hbf – Bad Vilbel – Friedberg – Beienheim – Reichelsheim – Echzell – Bad Salzhausen – Nidda                                                                                 |
| RB 48 | Monsheim – Albisheim – Münchweiler – Hochspeyer – Kaiserslautern Hbf |
| RE 50 | (Bebra – Bad Hersfeld –) Fulda – Schlüchtern – Gelnhausen – Hanau – Offenbach(Main)Hbf – Frankfurt(Main) Hbf                                                                               |
| RB 51 | (Bad Soden-Salmünster –) Wächtersbach – Gelnhausen – Hanau – Offenbach(Main)Hbf – Frankfurt(Main) Hbf                                                                                      |
| RB 51 | Neustadt(Weinstr) Hbf – Edenkoben – Landau – Kandel – Wörth – Karlsruhe Hbf |
| RB 52 | Wörth(Rhein) – Hagenbach – Lauterbourg (FR) |
| RB 53 | Neustadt(Weinstr) Hbf – Landau – Winden – Wissembourg (FR) |
| RB 54 | Bad Bergzabern – Kapellen‑Drusweiler – Winden(Pfalz) |
| RB 55 | Pirmasens Hbf – Rodalben – Hauenstein – Annweiler – Landau(Pfalz) Hbf |
| RB 56 | Hinterweidenthal Ost – Dahn – Bundenthal-Rumbach |
| RE 60 | Frankfurt(Main) Hbf – Darmstadt Hbf – Bensheim – Weinheim – Mannheim Hbf |
| RB 61 | Frankfurt(Main) Hbf – Dreieich – Rödermark – Dieburg |
| RB 62 | Biblis – Hofheim – Worms Hbf |
| RB 63 | Worms Hbf – Bürstadt – Lorsch – Bensheim |
| RB 64 | Kaiserslautern Hbf – Waldfischbach – Pirmasens Hbf |
| RB 65 | Bingen(Rhein) Hbf – Bad Kreuznach – Enkenbach – Kaiserslautern Hbf |
| RB 66 | Lauterecken-Grumbach – Wolfstein – Lampertsmühle‑Otterbach – Kaiserslautern Hbf |
| RB 67 | Frankfurt(Main) Hbf – Darmstadt – Bensheim – Weinheim – Neu‑Edingen – Mannheim Hbf / Schwetzingen                                                                                          |
| RB 67 | Kaiserslautern Hbf – Landstuhl – Ramstein – Kusel |
| RB 68 | Frankfurt(Main) Hbf – Darmstadt – Bensheim – Weinheim – Heidelberg – Wiesloch-Walldorf |
| RB 68 | Saarbrücken Hbf – St. Ingbert – Zweibrücken – Contwig – Pirmasens Hbf |
| RB 69 | Weinheim(Bergstr) Hbf – Mörlenbach – Rimbach – Fürth(Odenw) |
| RB 70 | Merzig(Saar) – Saarlouis – Saarbrücken – St. Ingbert – Homburg – Landstuhl – Kaiserslautern Hbf                                                                                            |
| RE 70 | Frankfurt(Main) Hbf – Groß Gerau‑Dornberg – Biblis – Lampertheim – Mannheim Hbf |
| RB 71 | Trier Hbf – Saarburg – Merzig – Saarlouis – Saarbrücken – St. Ingbert – Homburg(Saar) Hbf                                                                                                  |
| RE 73 | Mannheim Hbf – Heidelberg Hbf – Wiesloch-Walldorf – Bruchsal – Karlsruhe Hbf |
| RB 77 | Niedaltdorf – Siersburg – Dillingen(Saar) |
| RB 81 | Trier Hbf – Schweich – Wittlich – Bullay – Cochem – Treis‑Karden – Kobern‑Gondorf – Koblenz Hbf                                                                                            |
| RB 82 | Trier Hbf – Wincheringen – Perl |
| RB 83 | Wittlich Hbf – Trier Hafenstraße – Trier West – Wasserbillig – Luxemburg* |
| RB 84 | (Saarburg –) Konz – Trier West – Trier Hafenstraße |
| RB 87 | Trier Hbf – Luxemburg* |

*In Kooperation mit der Société Nationale des Chemins de Fer Luxembourgeois (CFL)
**Zwischen Koblenz und Trier verkehren RE 1 und RE 11 vereinigt und werden in Trier geflügelt.

### S-Bahn Rhein-Neckar

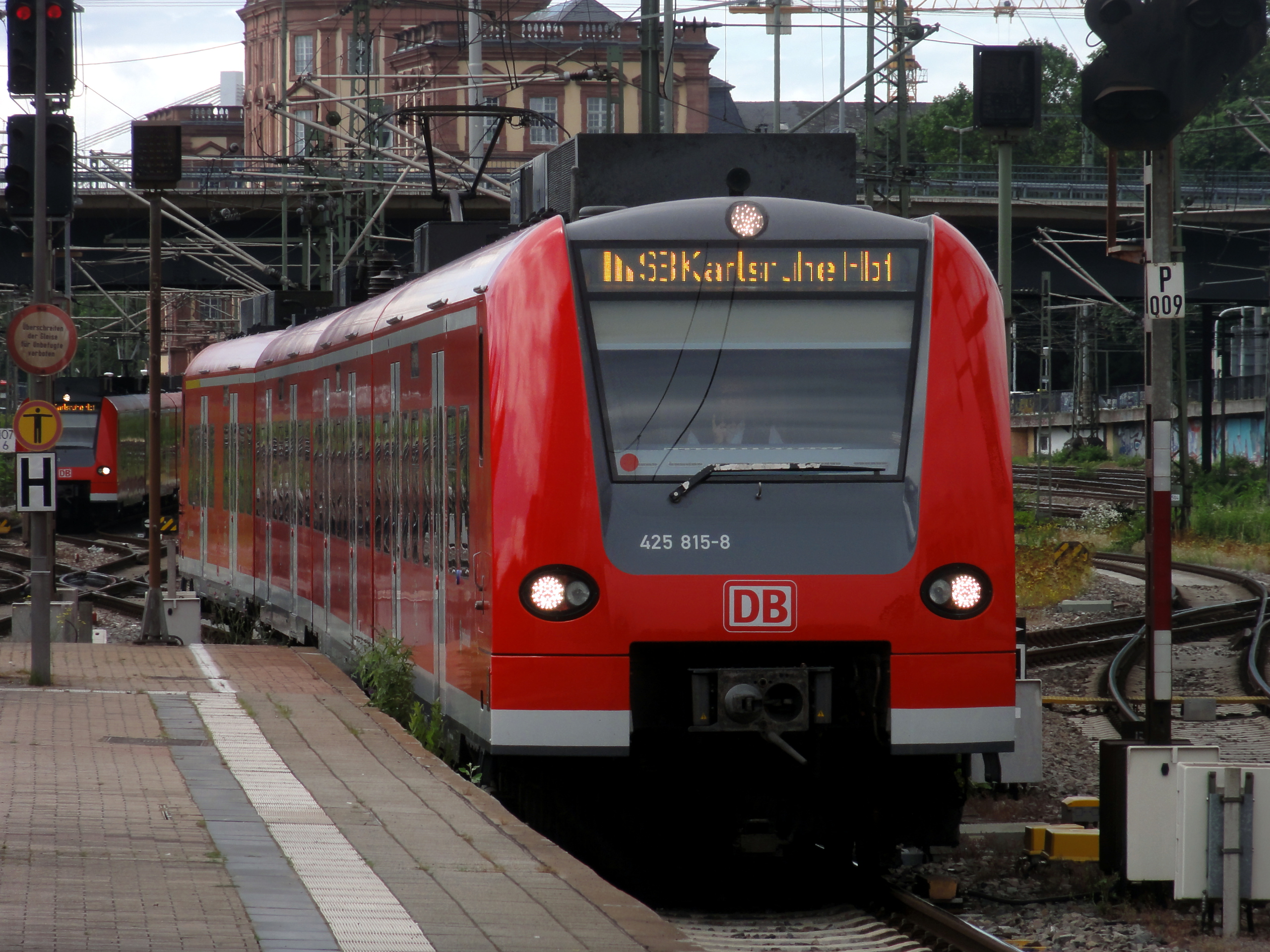
S 3 der S-Bahn Rhein-Neckar in Mannheim Hbf

Seit dem 1. Januar 2017 gehören auch die Linien der S-Bahn Rhein-Neckar zu DB Regio Mitte.

#### Linienliste
Stand: 2023
| Linien- nummer | Linienverlauf | Länge         | Stationen | Fahrzeit | Strecken                                                                     |
| -------------- | --- | ------------- | --------- | -------- | ---------------------------------------------------------------------------- |
| S 1            | Homburg (Saar) Hbf <> Osterburken über Landstuhl – Kaiserslautern Hbf – Neustadt (Weinstr) Hbf – Schifferstadt – Ludwigshafen (Rhein) Hbf – Ludwigshafen (Rhein) Mitte – Mannheim Hbf – Heidelberg Hbf – Neckargemünd – Eberbach – Mosbach‐Neckarelz – Seckach | 200 km        | 56        | 209 min  | Mannheim–Saarbrücken, Rheintalbahn, Neckartalbahn, Neckarelz–Osterburken     |
| S 2            | Kaiserslautern Hbf <> Mosbach (Baden) über Neustadt (Weinstr) Hbf – Schifferstadt – Ludwigshafen (Rhein) Hbf – Ludwigshafen (Rhein) Mitte – Mannheim Hbf – Heidelberg Hbf – Neckargemünd – Eberbach – Mosbach‐Neckarelz                                        | 137 km        | 39        | 144 min  | Mannheim–Saarbrücken, Rheintalbahn, Neckartalbahn, Neckarelz–Osterburken     |
| S 3            | Karlsruhe Hbf <> Karlsruhe Hbf über Wörth – Bellheim – Germersheim – Speyer Hbf – Schifferstadt – Ludwigshafen (Rhein) Hbf – Ludwigshafen (Rhein) Mitte – Mannheim Hbf – Heidelberg Hbf – Wiesloch-Walldorf – Bruchsal – Karlsruhe-Durlach                     |               | 38        | 153 min  | Wörth–Schifferstadt, Mannheim–Saarbrücken, Rheintalbahn                      |
| S 33           | Bruchsal <> Germersheim über Graben-Neudorf | 32 km         | 11        | 30 min   | Bruhrainbahn                                                                 |
| S 39           | Mannheim-Waldhof <> Mannheim Hbf (<> Karlsruhe Hbf) über Mannheim-Luzenberg (– Mannheim Hbf – Heidelberg Hbf – Wiesloch-Walldorf – Bruchsal – Karlsruhe-Durlach)                                                                                               | 7 km (79 km)  | 3 (20)    | 7 min    | Riedbahn, Rheintalbahn                                                       |
| S 4            | Germersheim <> Bruchsal über Speyer Hbf – Schifferstadt – Ludwigshafen (Rhein) Hbf – Ludwigshafen (Rhein) Mitte – Mannheim Hbf – Heidelberg Hbf – Wiesloch-Walldorf-Bruchsal                                                                                   | 83 km         | 27        | 91 min   | Wörth–Schifferstadt, Mannheim–Saarbrücken, Rheintalbahn                      |
| S 4            | Ludwigshafen (Rhein) BASF Nord <> Germersheim über Ludwigshafen (Rhein) Hbf – Schifferstadt – Speyer Hbf | 38 km         | 15        | 50 min   | Wörth–Schifferstadt, Mannheim–Saarbrücken                                    |
| S 44           | Ludwigshafen (Rhein) BASF Nord <> Ludwigshafen (Rhein) Hbf | 5 km          | 4         | 11 min   | BASF-Werksbahn                                                               |
| S 5            | Heidelberg Hbf <> Sinsheim (Elsenz) Hbf <> Eppingen (<> Bad Rappenau) über Neckargemünd – Meckesheim – Sinsheim (Elsenz) Hbf | 43 km         | 19        | 55 min   | Neckartalbahn, Elsenztalbahn, Steinsfurt–Eppingen                            |
| S 51           | Heidelberg Hbf <> Meckesheim <> Aglasterhausen über Neckargemünd – Meckesheim | 39 km         | 16        | 50 min   | Neckartalbahn, Elsenztalbahn, Schwarzbachtalbahn                             |
| S 6            | Bensheim <> Mannheim Hbf <> Mainz Hbf (> Wiesbaden Hbf) über Weinheim (Bergstr) Hbf – Neu-Edingen/Friedrichsfeld – Mannheim Hbf – Ludwigshafen (Rhein) Mitte – Ludwigshafen (Rhein) Hbf – Frankenthal Hbf – Worms Hbf                                          | 108 km        | 31        | 124 min  | Frankfurt–Heidelberg, Rheintalbahn, Mainz–Mannheim                           |
| S 7            | Hockenheim <> Heidelberg Hbf über Schwetzingen – Neu-Edingen/Friedrichsfeld |               | 6         | 26 min   | Bahnstrecke Mannheim–Rastatt, Schwetzingen–Neu-Edingen, Frankfurt–Heidelberg |
| S 8            | Mannheim Hbf <> Biblis über Mannheim-Käfertal – Lampertheim | einzelne Züge | 7         |          |                                                                              |
| S 9            | Karlsruhe Hbf <> Mannheim Hbf <> Groß‑Rohrheim über Graben-Neudorf – Waghäusel – Hockenheim – Schwetzingen – Mannheim Hbf – Lampertheim – Biblis | 89 km         | 23        | 87 min   | Bahnstrecke Mannheim–Rastatt, Riedbahn                                       |

## Leistungen & Wettbewerb

### Auftraggeber
DB Regio Mitte fährt, wie andere Unternehmen im Schienenpersonennahverkehr, im Auftrag der SPNV-Aufgabenträger.
- Nahverkehrsgesellschaft Baden-Württemberg (Dachmarke: bwegt) (Baden-Württemberg)
- Zweckverband SPNV Nord sowie der ZÖPNV Süd (Rheinland-Pfalz)
- RMV / NVV / VRN (Hessen)
- Ministerium für Wirtschaft, Arbeit, Energie und Verkehr (Saarland)

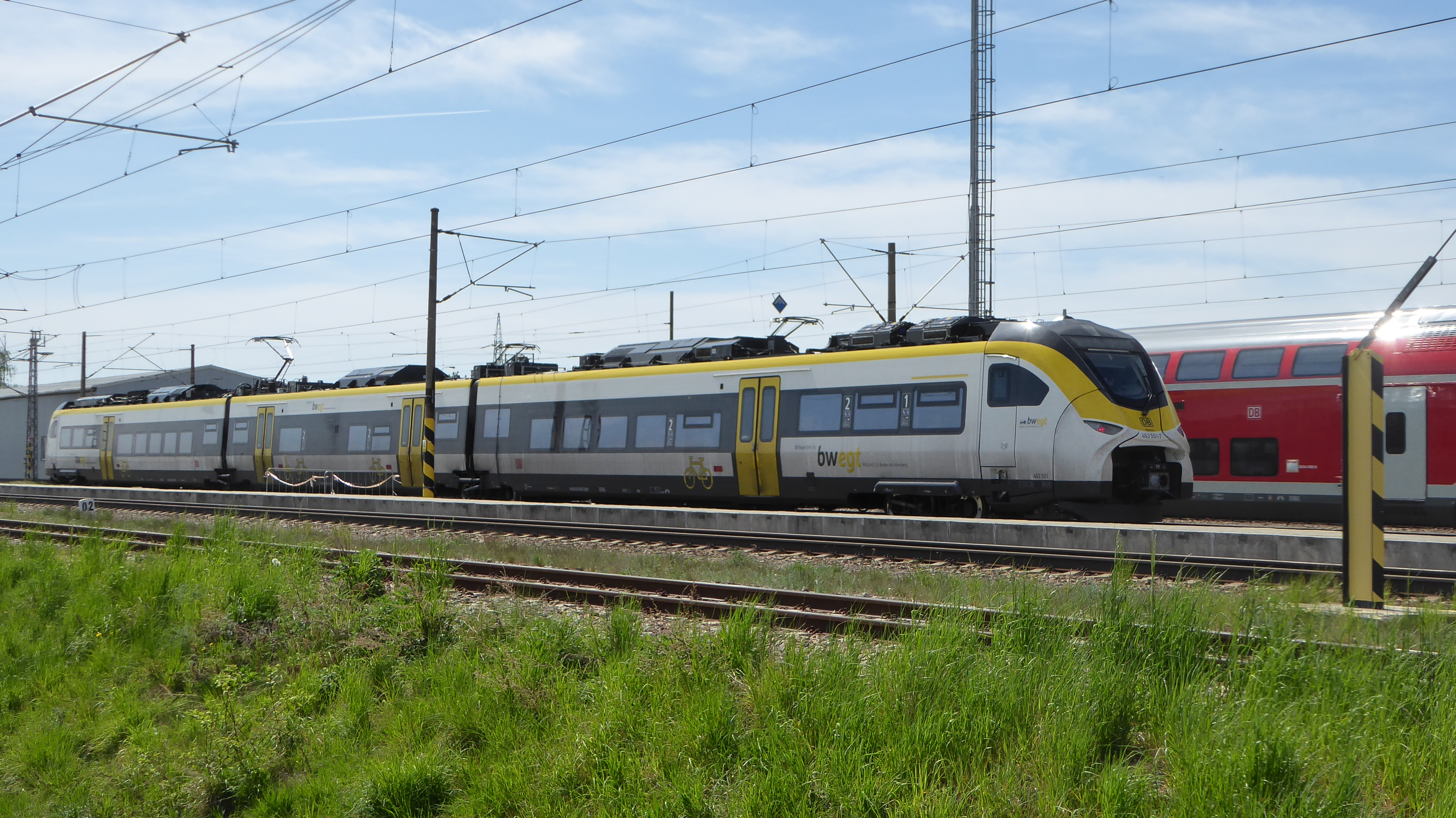
Siemens Mireo von DB Regio auf dem Eisenbahnversuchsring in Velim (Tschechien)

Seit dem Fahrplanwechsel im Dezember 2019 verlor DB Regio ihre Leistungen des Netzes 2 im Saarland („Elektronetz Saar“) an die vlexx GmbH. DB Regio Mitte übernimmt mit ihren Werkstätten jedoch die Wartung der neuen vlexx-Züge des Typs Bombardier Talent 3 im Komplettservice. Die Instandsetzungsarbeiten werden im Werk in Trier durchgeführt. Die Deutsche Bahn kündigte an, ihren Standort in Saarbrücken aufgrund der verlorenen Ausschreibung aufzulösen und die Mitarbeiter dieses Standortes nach Frankfurt und Mannheim zu verlegen.
Bei der Vergabe des Netzes der S-Bahn Rhein-Neckar (Los 2 der NVBW) kam die DB Regio Mitte jedoch zum Zug und betreibt die Linien seit Dezember 2020 mit verstärktem Angebot und Neufahrzeugen des Typs Siemens Mireo im bwegt-Landesdesign.

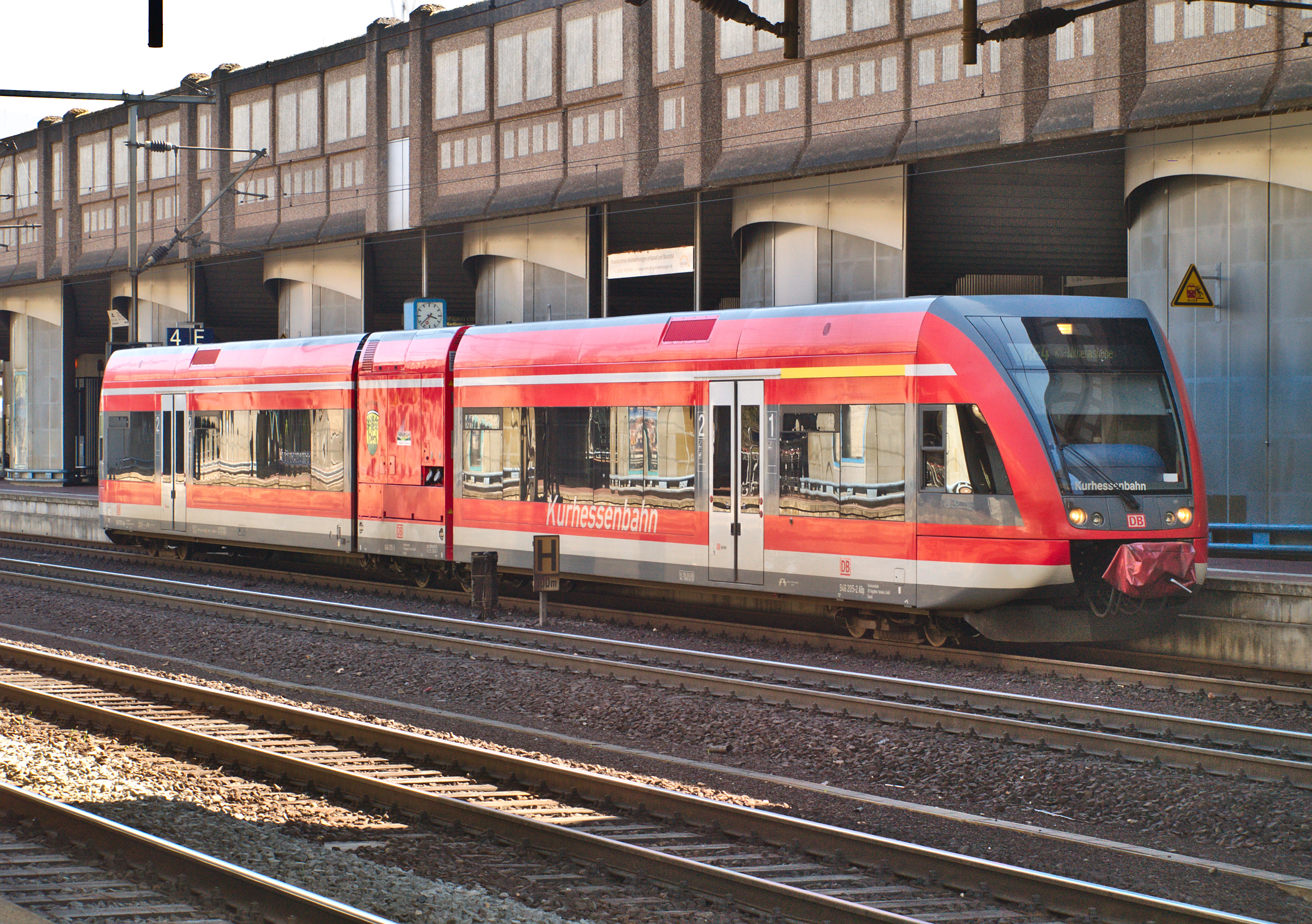
Zug der KHB in Kassel-Wilhelmshöhe

In Hessen kann sich DB Regio nach wie vor auf vielen Strecken behaupten und diese betreiben. Seit 2002 verlor die DB jedoch auch in Hessen einige Strecken an die Hessische Landesbahn (HLB). Der Marktanteil sank von knapp 100 % auf rund 76 % (Stand 2012). Dieser Rückgang des Marktanteils war einer der Gründe für die Fusionierung von DB Regio Hessen und DB Regio Südwest zum Bereich Mitte. Ende 2016 konnte DB Regio die EU-weite Ausschreibung des Nordwesthessen-Netzes gewinnen.